# Tanytarsus takahashii
Tanytarsus takahashii är en tvåvingeart som beskrevs av Kawai och Sasa 1985. Tanytarsus takahashii ingår i släktet Tanytarsus och familjen fjädermyggor. Inga underarter finns listade i Catalogue of Life.